# ORP Mewa (1966)
ORP Mewa – polski trałowiec bazowy z okresu zimnej wojny, jeden z serii dwunastu okrętów projektu 206F, przebudowany w latach 1998–1999 na niszczyciel min projektu 206FM. Jednostka mierzyła 58,2 metra długości, 7,97 metra szerokości i miała zanurzenie 2,14 metra, a jej wyporność pełna wynosiła 470 ton. Uzbrojona była w trzy podwójne zestawy działek automatycznych 2M-3M kal. 25 mm i bomby głębinowe, a ponadto była przystosowana do przewozu i stawiania min morskich.

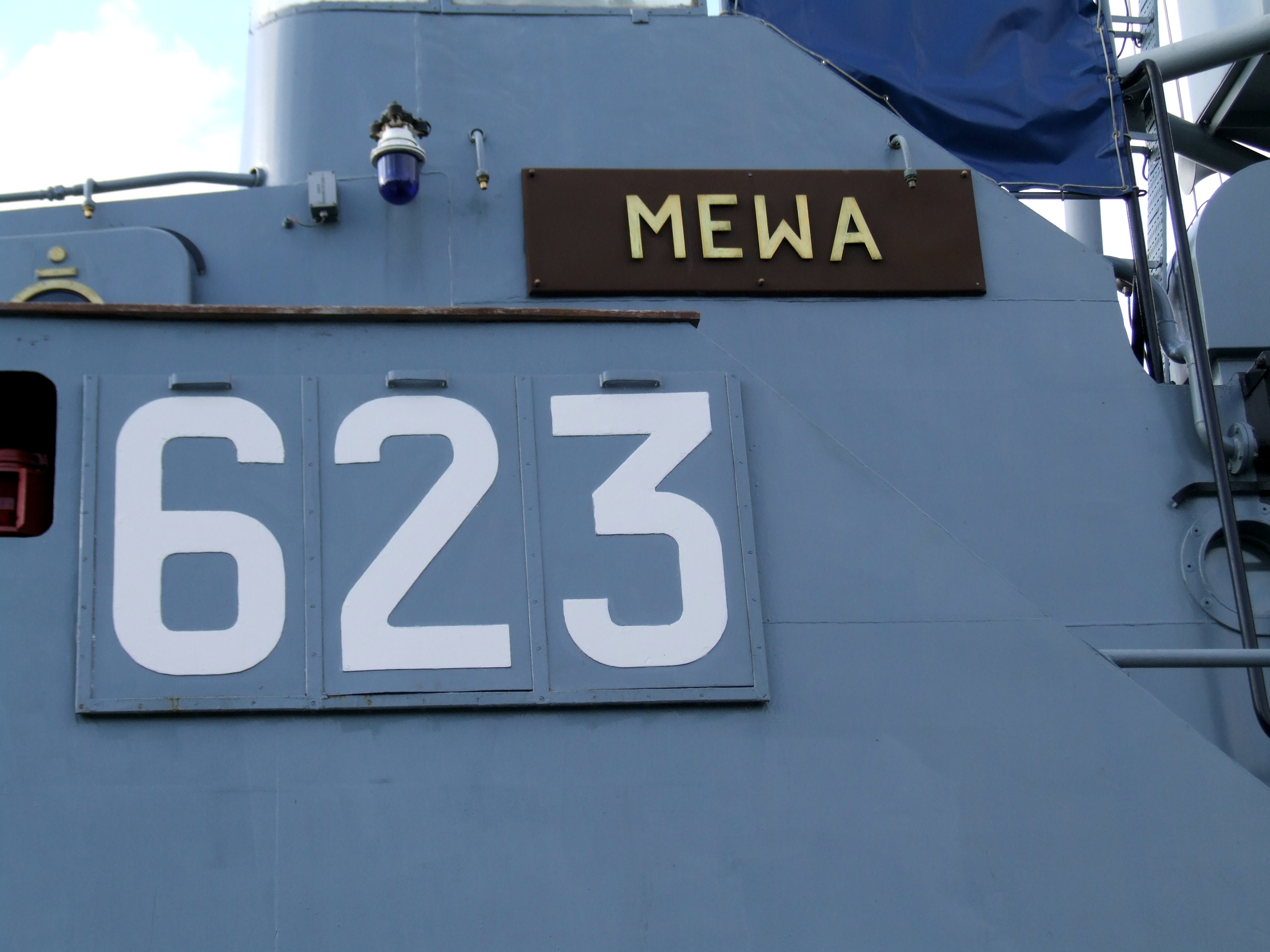
Numer burtowy na nadbudówce (po przebudowie)

Okręt został zwodowany 22 grudnia 1966 roku w Stoczni im. Komuny Paryskiej w Gdyni, a do służby w Marynarce Wojennej przyjęto go 21 maja 1967 roku. Jednostka, oznaczona znakiem burtowym 623, służyła początkowo w 13. Dywizjonie Trałowców 9. Flotylli Obrony Wybrzeża w Helu, a po jej likwidacji w 2006 roku została przydzielona do 8. Flotylli Obrony Wybrzeża. W 1987 roku na jego pokładzie przebywał papież Jan Paweł II. ORP „Mewa” czterokrotnie wchodziła w skład stałych zespołów obrony przeciwminowej NATO i uczestniczyła w wielu międzynarodowych manewrach oraz ćwiczeniach, likwidując niebezpieczne pozostałości po II wojnie światowej na wodach polskich i obcych.
Intensywnie eksploatowany okręt został skreślony z listy floty w grudniu 2019 roku. Podczas trwającej 52 lata służby przebył ponad 800 tys. mil morskich i zneutralizował 131 niebezpiecznych obiektów podwodnych.

## Projekt i budowa

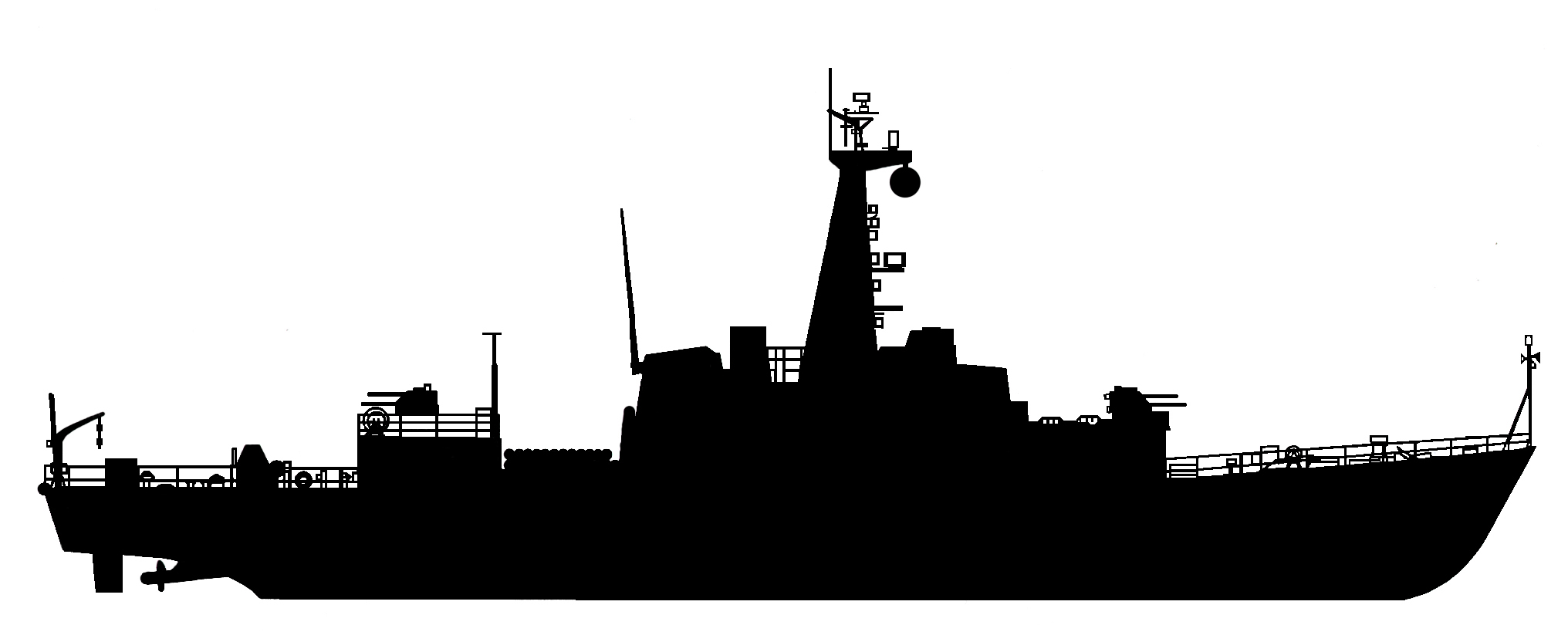
Sylwetka trałowca projektu 206F

Prace nad nowym typem trałowca rozpoczęły się w gdańskim Centralnym Biurze Konstrukcji Okrętowych nr 2 w 1958 roku, w celu zastąpienia służących od 1946 roku trałowców projektu 253Ł. Nowe okręty miały być więc początkowo trałowcami redowymi, zdolnymi do prowadzenia trałowań kontaktowych i niekontaktowych w rejonie baz morskich i stawiania niewielkich zagród minowych, o wyporności około 200 ton, prędkości 18 węzłów, zasięgu 3000 Mm, uzbrojeniu składającym się z dwóch działek kalibru 45 mm i czterech wkm kalibru 14,5 mm i standardowym dla końca lat 50. wyposażeniu trałowym. Dowództwo Marynarki Wojennej opublikowało jednocześnie wymagania na nowy trałowiec bazowy o wyporności 570 ton, mimo trwania przygotowań do podjęcia licencyjnej produkcji radzieckich trałowców projektu 254. CKBO nr 2 pod kierownictwem inż. Henryka Andrzejewskiego przygotowało zarówno projekt trałowca redowego (pod oznaczeniem 206), jak też cztery projekty większego trałowca bazowego (projekty 250–253). Po wielu dyskusjach postanowiono zaprzestać prac nad trałowcami bazowymi projektów 250–253 na rzecz przekształcenia w trałowiec bazowy jednostki projektu 206. W 1959 roku CKBO nr 2 opracował zmodyfikowany projekt trałowca o wyporności 425 ton, którego napęd miały stanowić włoskie silniki wysokoprężne FIAT, wobec braku odpowiednich jednostek napędowych produkowanych w państwach socjalistycznych. Projekt (pod oznaczeniem B206F) został przyjęty do realizacji w grudniu 1959 roku przez Ministra Obrony Narodowej, lecz ostateczny projekt techniczny zatwierdzono w Dowództwie MW dopiero 19 lutego 1962 roku. Koszty dokumentacji wyniosły 1,7 mln zł, budowa prototypu (przyszłego „Orlika”) kosztowała 80 mln zł, a koszt seryjnego okrętu wyniósł 65,5 mln zł. Roczny limit eksploatacyjny jednostki określono na 700 godzin, a żywotność konstrukcji na 20 lat. 
ORP „Mewa” zbudowana została w Stoczni im. Komuny Paryskiej w Gdyni (numer stoczniowy 206F/11). Nadzór wojskowy nad budową sprawował kmdr ppor. inż. Konstanty Cudny. Stocznia zastosowała metodę budowy kadłuba jednostki z sekcji, łączonych na pochylni (opracowaną wcześniej w celu masowej budowy trawlerów). Stępkę okrętu położono 18 lipca 1966 roku, a zwodowany został 22 grudnia 1966 roku. Trałowiec otrzymał tradycyjną dla polskich okrętów minowych nazwę pochodzącą od ptaka – mewy. Matką chrzestną jednostki była żona oficera Marynarki Wojennej Irena Ciećkowska.

## Dane taktyczno-techniczne
Okręt był gładkopokładowym, pełnomorskim trałowcem, przystosowanym do pływania w warunkach częściowego oblodzenia. Długość całkowita wynosiła 58,2 metra, szerokość 7,97 metra i zanurzenie 2,14 metra. Wysokość boczna miała wielkość 4 metrów. Wykonany ze stali, całkowicie spawany kadłub jednostki został wzmocniony w celu zwiększenia odporności na podwodne wybuchy. Podzielony był na siedem przedziałów wodoszczelnych: (od dziobu): I – forpik (magazyn bosmański, sprzętu okrętowego i żywnościowy, skrzynia łańcuchowa i winda kotwiczna), II – stacja radiolokacyjna oraz magazyn artyleryjski i elektryczny, III – pomieszczenia mieszkalne oraz pomieszczenie żyrokompasów i centrali artyleryjskiej, IV – siłownia pomocnicza, V – siłownia główna z centrum sterowania napędem, VI – rufowe pomieszczenie załogi i VII – magazyn sprzętu trałowego, maszyna sterowa i zrzutnie bomb głębinowych. W najniższym poziomie kadłuba mieściły się zbiorniki paliwa, wody słodkiej i użytkowej oraz wały napędowe. Na dolnym poziomie nadbudówki znajdowały się kabiny oficerów, mesa, kuchnia, sanitariaty i podręczne magazyny żywności. W górnej części mieściła się sterówka oraz kabiny: radiowa, nawigacyjna i sonaru oraz, na pokładzie sygnałowym, pokryte brezentowym dachem stanowisko dowodzenia i lekki, trójpodporowy maszt z antenami urządzeń radiotechnicznych. Wyporność standardowa wynosiła 426 ton, a pełna 470 ton.
Okręt napędzany był przez dwa nienawrotne, turbodoładowane 12-cylindrowe czterosuwowe silniki wysokoprężne w układzie V FIAT 2312SS o maksymalnej mocy 1324 kW (1800 KM) każdy (nominalna moc wynosiła 1400 KM przy 920 obr./min), poruszające poprzez przekładnie redukcyjne Lohman GUB dwiema śrubami nastawnymi Lips-Schelde. Maksymalna prędkość okrętu wynosiła 18,4 węzła (ekonomiczna – 17 węzłów). Okręt mógł zabrać 55,5 tony paliwa okrętowego , co zapewniało zasięg wynoszący 2000 Mm przy prędkości 17 węzłów. Na rufie znajdowały się dwa podwieszane, zrównoważone stery o powierzchni 1,7 m² każdy, poruszane maszynką sterową MS25. Energię elektryczną zapewniały cztery brytyjskie generatory główne Ruston S324M o mocy 60 kVA każdy (składające się z prądnicy i silnika Leyland SW400 o mocy 72 KM przy 1500 obr./min), generator postojowy S322M o mocy 27 kVA oraz generator trału elektromagnetycznego M50. Autonomiczność okrętu wynosiła 12 dób. Jednostka mogła bezpiecznie pływać przy stanie morza 8, a zadania trałowe wykonywać do stanu morza 4, z prędkością od 0 do 12 węzłów.

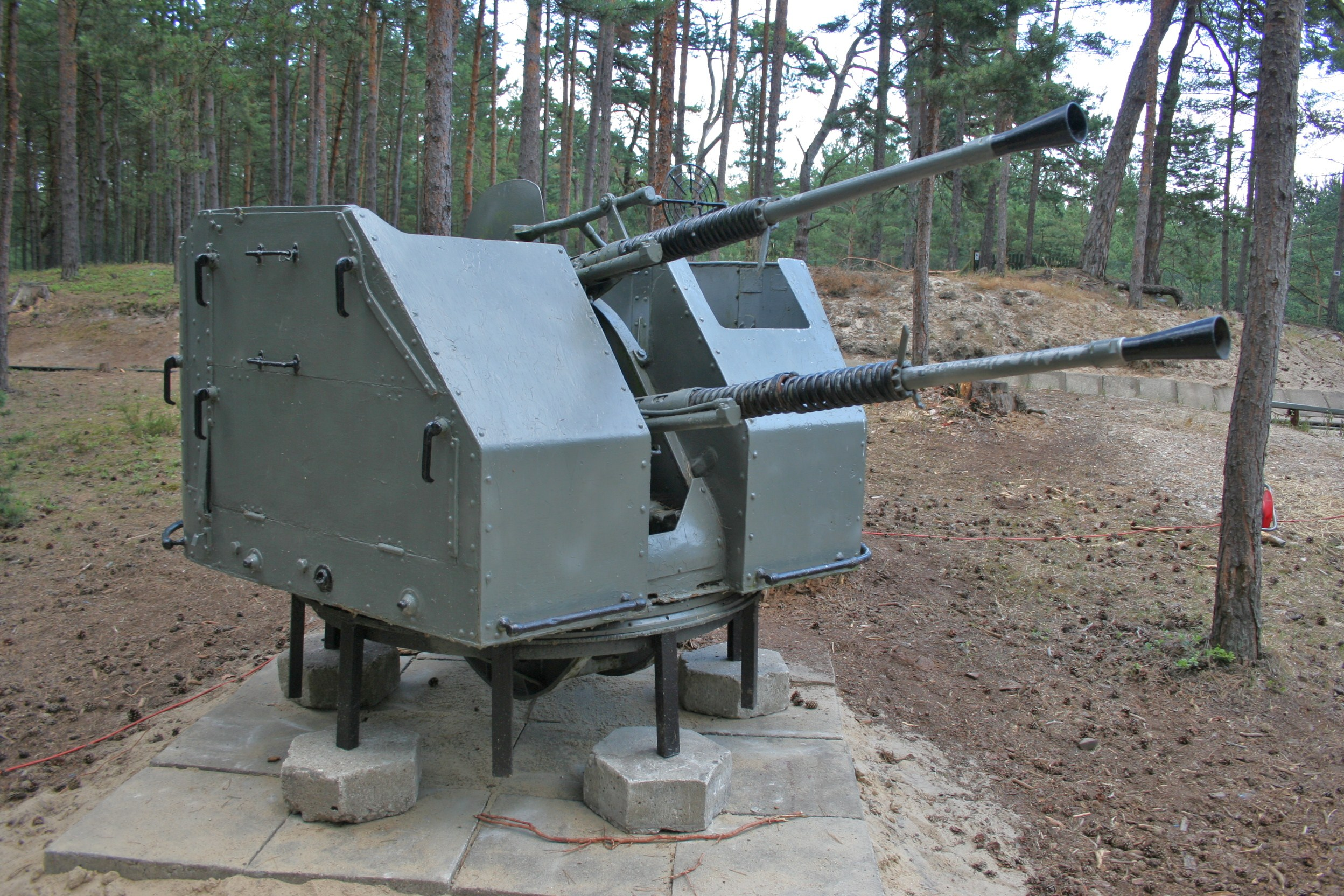
Zestaw artyleryjski 2M-3M kal. 25 mm

Uzbrojenie artyleryjskie jednostki stanowiły początkowo trzy podwójne zestawy działek automatycznych 2M-3M kal. 25 mm, z łącznym zapasem amunicji wynoszącym 6000 naboi, umieszczone przed nadbudówką na osi symetrii okrętu (jedno stanowisko) oraz na nadbudówce rufowej (dwa stanowiska obok siebie). Broń ZOP stanowiły dwie podpokładowe zrzutnie bomb głębinowych z łącznym zapasem 12 bomb B-1. Ponadto okręt miał dwa pokładowe tory minowe, na których mógł zamiennie przenosić: 10 min typu KB lub AMD-500, 16 wz. 08/39 lub 8 typu AMD-1000. Załoga uzbrojona była także w broń indywidualną, którą stanowiły 22 kbk AK i 8 pistoletów, z łącznym zapasem 17 000 sztuk amunicji.
Wyposażenie trałowe stanowiły: trał kontaktowy MT-2, elektromagnetyczny TEM-52M i akustyczny BAT-2. Wyposażenie radioelektroniczne obejmowało system rozpoznawczy „swój-obcy” typu Kremnij-2, radiostację UKF R-609, nadajnik KF R-644, odbiornik KF R-671, odbiornik pełnozakresowy R-619, radionamiernik ARP-50-1,2M, sonar Tamir-11M (MG-11M), radar obserwacji ogólnej Lin-M i system radionawigacji Rym-K. Jednostka wyposażona była też w zrzutnie dla 8 świec dymnych MDSz, żyrokompas Kurs-4, kompasy magnetyczne UKPM-1M i UKPM-3M, echosondę NEŁ-5, log MGŁ-25 i pracujący w podczerwieni system pływania zespołowego Chmiel.
Trałowiec został dostosowany do biernej obrony przeciwatomowej i przeciwchemicznej. W tym celu zbudowano trzy pomieszczenia z urządzeniami filtrowentylacyjnymi, a także zamontowano urządzenia dozymetryczne oraz rurociągi do zraszania i spłukiwania okrętu. Wyposażenie uzupełniały urządzenia demagnetyzacyjne.
Załoga okrętu składała się początkowo z 49 osób – 5 oficerów, 16 podoficerów i 28 marynarzy .

## Służba

### Służba jako trałowiec (1967–1998)

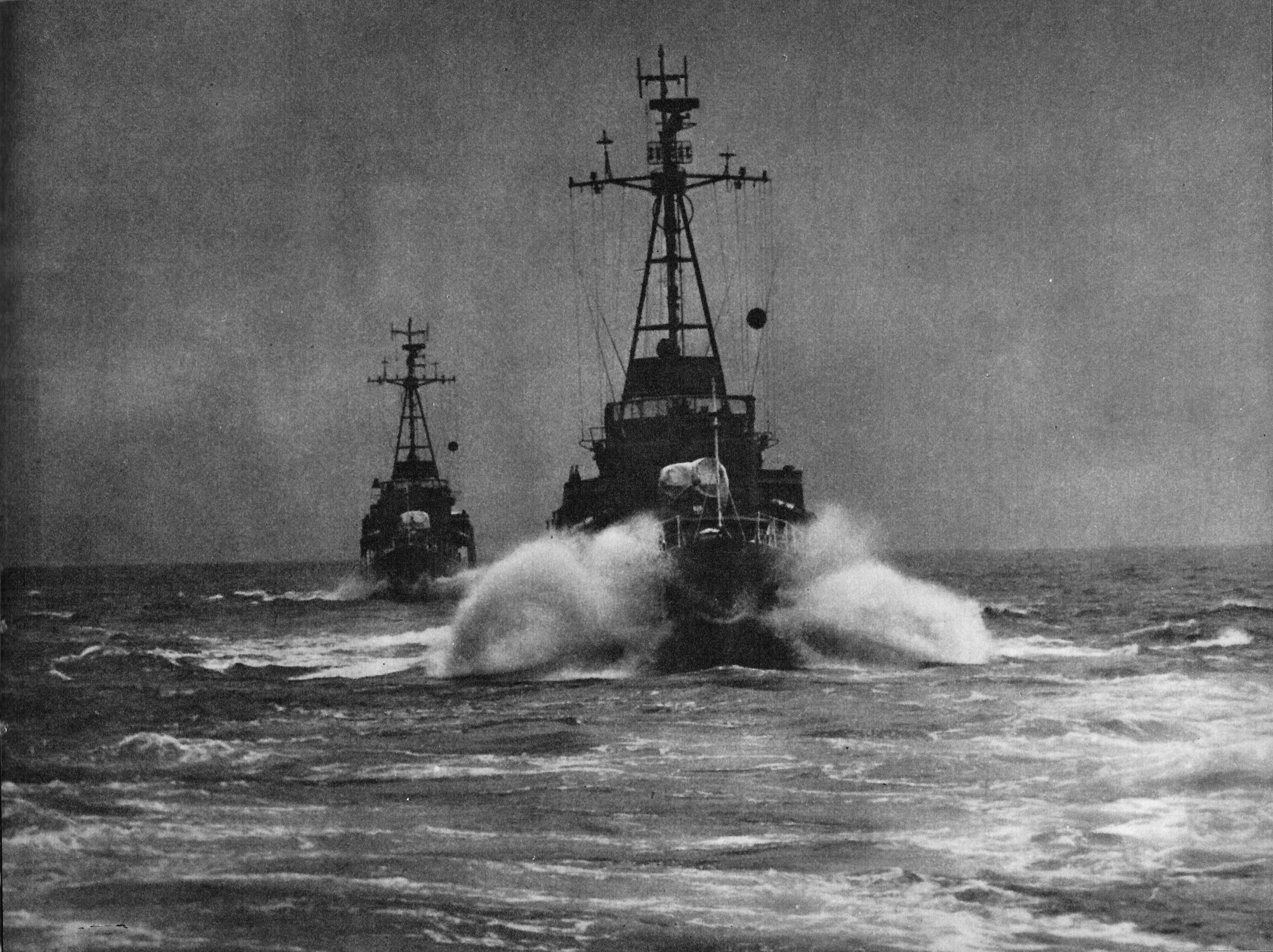
Trałowce projektu 206F w morzu

21 maja 1967 roku w Porcie Wojennym w Helu ORP „Mewa” została wcielona do służby w Marynarce Wojennej, na mocy rozkazu dowódcy MW nr 028/org. z 9 maja tego roku. Okręt z oznaczeniem burtowym 623 wszedł w skład 13. Dywizjonu Trałowców 9. Flotylli Obrony Wybrzeża, stacjonując na Helu, a jego pierwszym dowódcą został kpt. mar. Marian Brzeziński. Zadaniem okrętu było poszukiwanie pól minowych i ich niszczenie, trałowanie rozpoznawcze i kontrolne, wytyczanie torów pływania i prowadzenie za trałami okrętów lub ich zespołów. Jednostka wraz z bliźniaczymi trałowcami brała udział w niemal wszystkich ważniejszych ćwiczeniach polskich okrętów oraz manewrach flot Układu Warszawskiego, uczestnicząc też często w unieszkodliwianiu niewybuchów pochodzących z okresu II wojny światowej.
W dniach 29–31 sierpnia 1967 roku ORP „Mewa” wraz z innymi okrętami 13. Dywizjonu Trałowców uczestniczyła w odbywających się na Bałtyku manewrach flot Układu Warszawskiego . Między 24 a 29 maja 1968 roku okręt wziął udział w ćwiczeniach pod kryptonimem Neptun. Od 12 do 15 marca 1969 roku „Mewa” odbyła pierwszą zagraniczną wizytę, zawijając do Bałtyjska . Na początku lat 70. ORP „Mewa” należała do IV grupy 13. Dywizjonu Trałowców (wraz z „Rybitwą” i „Czajką”). Między 25 maja a 6 czerwca 1970 roku jednostka brała udział w ćwiczeniach o kryptonimie Reda 70 . W dniach 24 – 29 maja 1971 roku okręt wziął udział w bałtyckich manewrach trzech flot Układu Warszawskiego o kryptonimie Neptun 71 . Między 3 a 6 maja 1971 roku trałowiec brał udział w ćwiczeniach o kryptonimie Reda 71 .
Od 17 do 25 maja 1972 roku okręt uczestniczył w poszukiwaniu min na obszarze przeznaczonym pod budowę Portu Północnego w Gdańsku . Między 30 maja a 5 czerwca jednostka wzięła udział w ćwiczeniach flot UW o kryptonimie Bałtyk 72 . 20 czerwca na pokładzie „Mewy” gościł Szef Sztabu Sił Zbrojnych Francji . W dniach 29 czerwca – 4 lipca okręt uczestniczył w uroczystych obchodach Dni Morza w Szczecinie .
W maju 1975 roku OORP „Mewa”, „Warszawa” i „Pelikan” odbyły kurtuazyjną wizytę w Portsmouth . W czerwcu 1975 roku, w związku z wprowadzeniem przez MW zmiennego systemu numeracji okrętów, jednostce zmieniono numer burtowy na 653. W tym miesiącu okręt uczestniczył w ćwiczeniach o kryptonimie Posejdon-75. W połowie 1976 roku dokonano kolejnej zmiany oznaczenia jednostki, która otrzymała numer 678. 27 listopada 1976 roku dowodzona przez kpt. mar. Kazimierza Mielczarczyka „Mewa” zdobyła tytuł najlepszego okrętu Marynarki Wojennej w swojej klasie. Do pierwotnego oznaczenia (623) okręt powrócił w połowie 1978 roku. W dniach 4–26 maja 1983 roku trałowiec wziął udział w wielkich ćwiczeniach sił Marynarki Wojennej o kryptonimie Reda-83.
Od 6 do 11 kwietnia 1987 roku okręt wziął udział w ćwiczeniach Reda 87 . Podczas III Pielgrzymki Jana Pawła II do Polski wieczorem 11 czerwca 1987 roku w Gdyni na pokład trałowca wszedł papież Jan Paweł II, który odbył rejs do Sopotu. Nazajutrz Jan Paweł II dwukrotnie skorzystał z „Mewy”, płynąc rano z Sopotu na Westerplatte, a następnie przepływając pod Zieloną Bramę. Od 6 do 9 sierpnia 1987 roku OORP „Mewa”, „Orlik” i „Wodnik”, pod dowództwem kmdra Kazimierza Wolana, złożyły wizytę w Helsinkach. W sierpniu 1988 roku okręt wziął udział w ćwiczeniach flot UW nieopodal Bałtyjska. W czerwcu 1989 roku jednostka uczestniczyła w rejsie nawigacyjnym do portów w Tallinnie i Rydze .
W czerwcu 1992 roku jednostka wzięła udział w prestiżowych regatach Kieler Woche w Kilonii. W latach 1989–1991 trałowcem dowodził kpt. mar. Andrzej Karweta, późniejszy dowódca Marynarki Wojennej w stopniu wiceadmirała. Od 6 do 18 czerwca 1995 roku jednostka (wraz z bliźniaczymi trałowcami OORP „Tukan”, „Czajka” i „Flaming”, okrętem podwodnym „Wilk” i okrętami rakietowymi „Hutnik” i „Metalowiec”) uczestniczyła w międzynarodowych ćwiczeniach sił morskich NATO Baltops ’95 . W dniach 2–14 października 1995 roku okręt wziął udział w zorganizowanych przez marynarkę belgijską ćwiczeniach sił obrony przeciwminowej Sandy Coast (razem z trałowcami „Czajka” i „Rybitwa” oraz zbiornikowcem „Bałtyk”) . Od 14 do 16 września 1996 roku ORP „Mewa” wraz z niszczycielami min: belgijskimi „Lobelia” i „Primula” oraz holenderskim „Zierikzee” oraz polskimi trałowcami „Czajka”, „Flaming” i „Śniardwy” uczestniczył w poszukiwaniu i niszczeniu min na torach wodnych w Zatoce Gdańskiej.
Podczas długoletniej służby modernizacji poddano wyposażenie radioelektroniczne okrętu: radar Lin-M został zastąpiony nowszym TRN-823, system „swój-obcy” Kremnij-2 wymieniono na Nichrom-RR, dodano też drugą stację radiolokacyjną SRN-2061. Usunięto również przestarzały system radionawigacji Rym-K, zastępując go nowocześniejszym Bras (z odbiornikiem Hals); zamontowano też odbiorniki brytyjskiego systemu radionawigacyjnego Decca – Pirs-1M. W pierwszej połowie lat 80. wzmocniono uzbrojenie przeciwlotnicze trałowca, instalując na wysokości komina po obu burtach dwie poczwórne wyrzutnie Fasta-4M rakiet przeciwlotniczych Strzała-2M (z łącznym zapasem 16 pocisków). Zmiany objęły również wyposażenie trałowe: trał kontaktowy MT-2 zmodernizowano do wariantu MT-2W (z przecinakami wybuchowymi), zainstalowano też nowy polski trał elektromagnetyczny TEM-PE-2 i głębokowodny, szybkobieżny trał akustyczny BGAT.

### Przebudowa na niszczyciel min

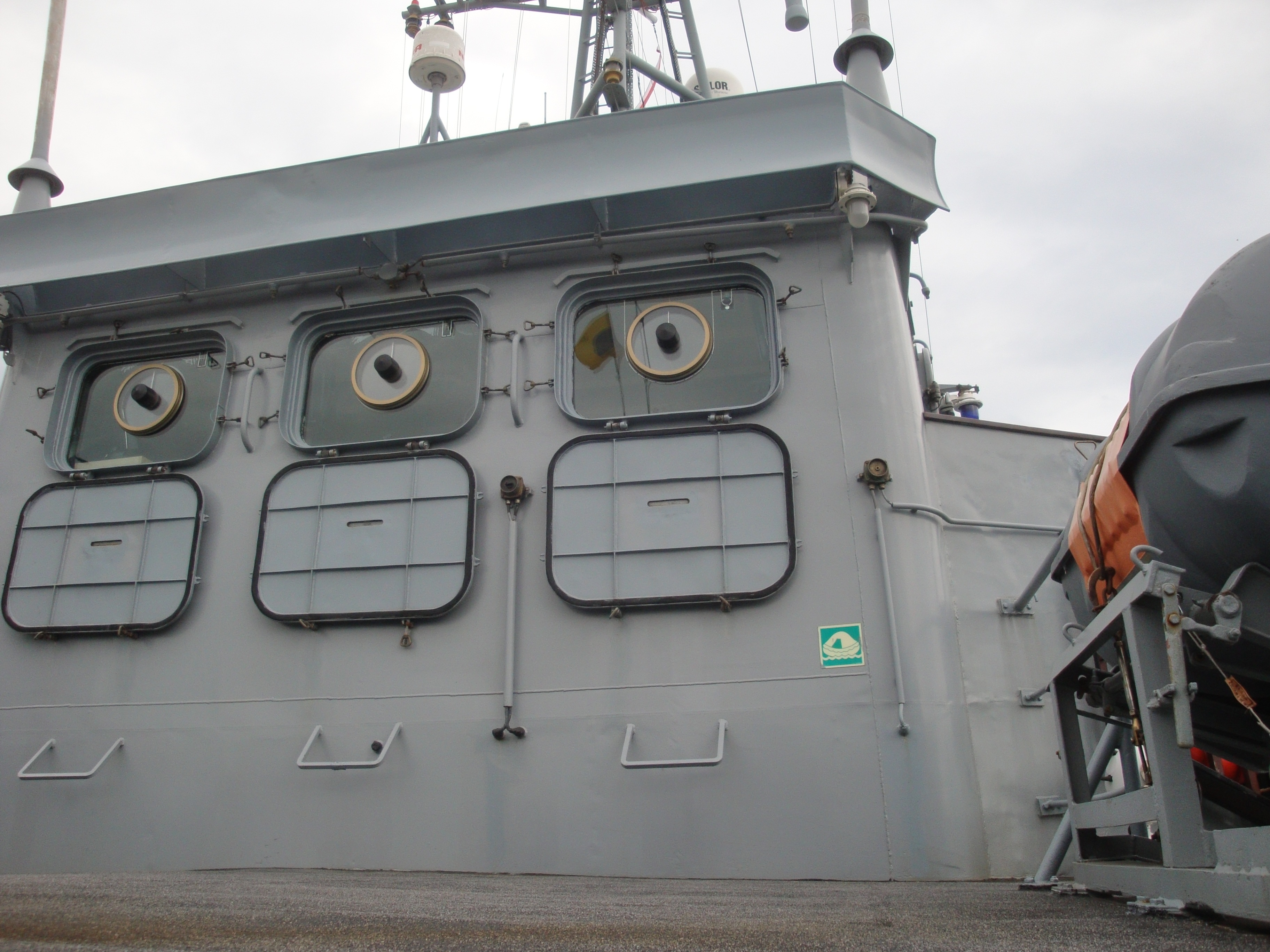
Nowa nadbudówka od przodu

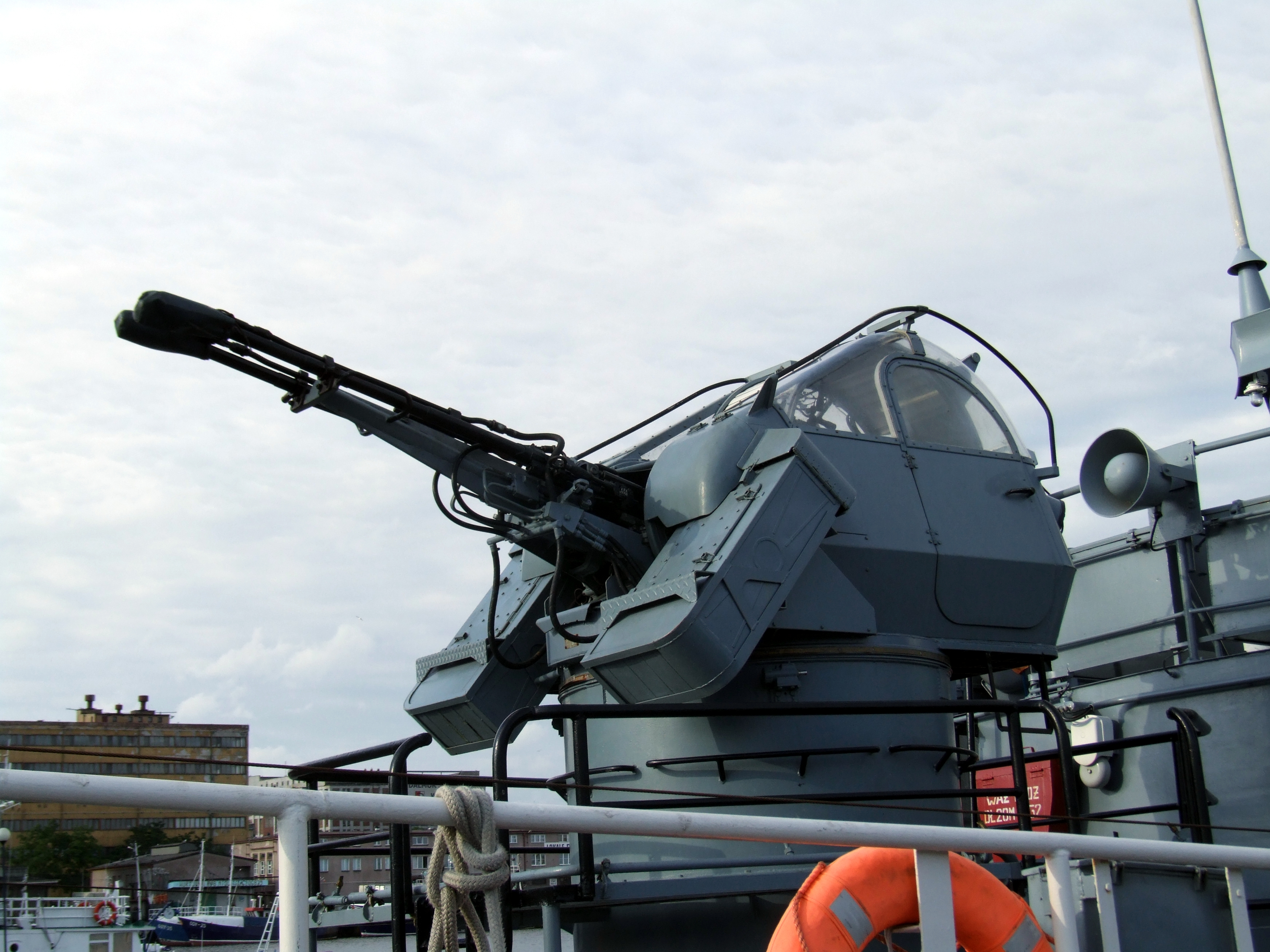
Armata ZU-23-2MR Wróbel II na „Mewie”

W maju 1998 roku „Mewa” została wycofana ze służby i poddana konwersji na niszczyciel min projektu 206FM, która trwała od lipca 1998 roku do kwietnia 1999 roku. Projekt modernizacji opracowano w Stoczni Marynarki Wojennej w Gdyni i tam też przeprowadzono prace, pod kierunkiem inż. Eugeniusza Pawłowskiego. Przebudowie uległa większość pomieszczeń i struktura wewnętrzna kadłuba, podzielonego od tej pory na 10 przedziałów wodoszczelnych. Wymieniono część poszycia, a okręt zyskał całkowicie nową, większą nadbudówkę, komin i trójnożny maszt. W nadbudówce znalazły miejsce m.in. główne stanowisko dowodzenia, a także dwuprzedziałowa komora dekompresyjna szczecińskiej firmy Aquaticus, przeznaczona dla nowych członków załogi – płetwonurków. Zamiast trzech stanowisk działek kal. 25 mm zamontowano zestaw rakietowo-artyleryjski ZU-23-2MR Wróbel II, pozostawiono dwie poczwórne wyrzutnie rakiet Strzała-2M i pozbawiono okręt zrzutni bomb głębinowych. Tory minowe okrętu zostały przystosowane do zabierania zamiennie: 12 min typu OS, 12 min typu MMD-1, 12 min typu MMD-2 lub 6 min typu OD. Zmodernizowano też wyposażenie przeciwminowe, które prócz trału kontaktowego MT-2W (z przecinakami wybuchowymi Boforsa) stanowiły: trał elektromagnetyczny TEM-PE-2MA i trał akustyczny MTA-2, a także dwa pojazdy podwodne Ukwiał (zaprojektowane i zbudowane na Politechnice Gdańskiej). Zmianom uległo też wyposażenie radioelektroniczne, które składało się od tej pory z systemu wspomagania dowodzenia Pstrokosz, radaru nawigacyjnego Decca Bridge Master, stacji hydrolokacyjnej SHL-100MA, holowanej stacji hydrolokacyjnej SHL-200 Flaming B, systemu dokładnej nawigacji Jemiołuszka i systemu rozpoznawczego „swój-obcy” Supraśl. Na okręcie znalazły się także: zestaw cyfrowych map ECDIS firmy FIN Skog, radiostacje HF i UHF firmy Rohde & Schwarz, żyrokompas światłowodowy firmy C.Plath, log dopplerowski firmy STN Atlas i rozgłośnia ogólnookrętowa MORS. Zamontowano także zestaw 6 wyrzutni celów pozornych WNP81/9 Jastrząb, a zużyte jednostki napędowe Fiata zamieniono na sześciocylindrowe silniki wysokoprężne Cegielski-Sulzer 6AL25/30 o maksymalnej mocy 1700 KM każdy (nominalnie 1100 KM przy 750 obr./min). Wymieniono również na nowe zespoły prądotwórcze. Ważną z punktu widzenia ochrony środowiska modyfikacją było zamontowanie nowej oczyszczalni ścieków oraz zbiorników oleju odzyskanego i wód zaolejonych a także odsalacza wody morskiej. Zainstalowanie nowego wyposażenia spowodowało wzrost wyporności pełnej do 507 ton i zwiększenie liczebności załogi do 54 osób. Koszt modernizacji okrętu wyniósł ok. 58-60 mln zł.

### Służba jako niszczyciel min (1999–2019)

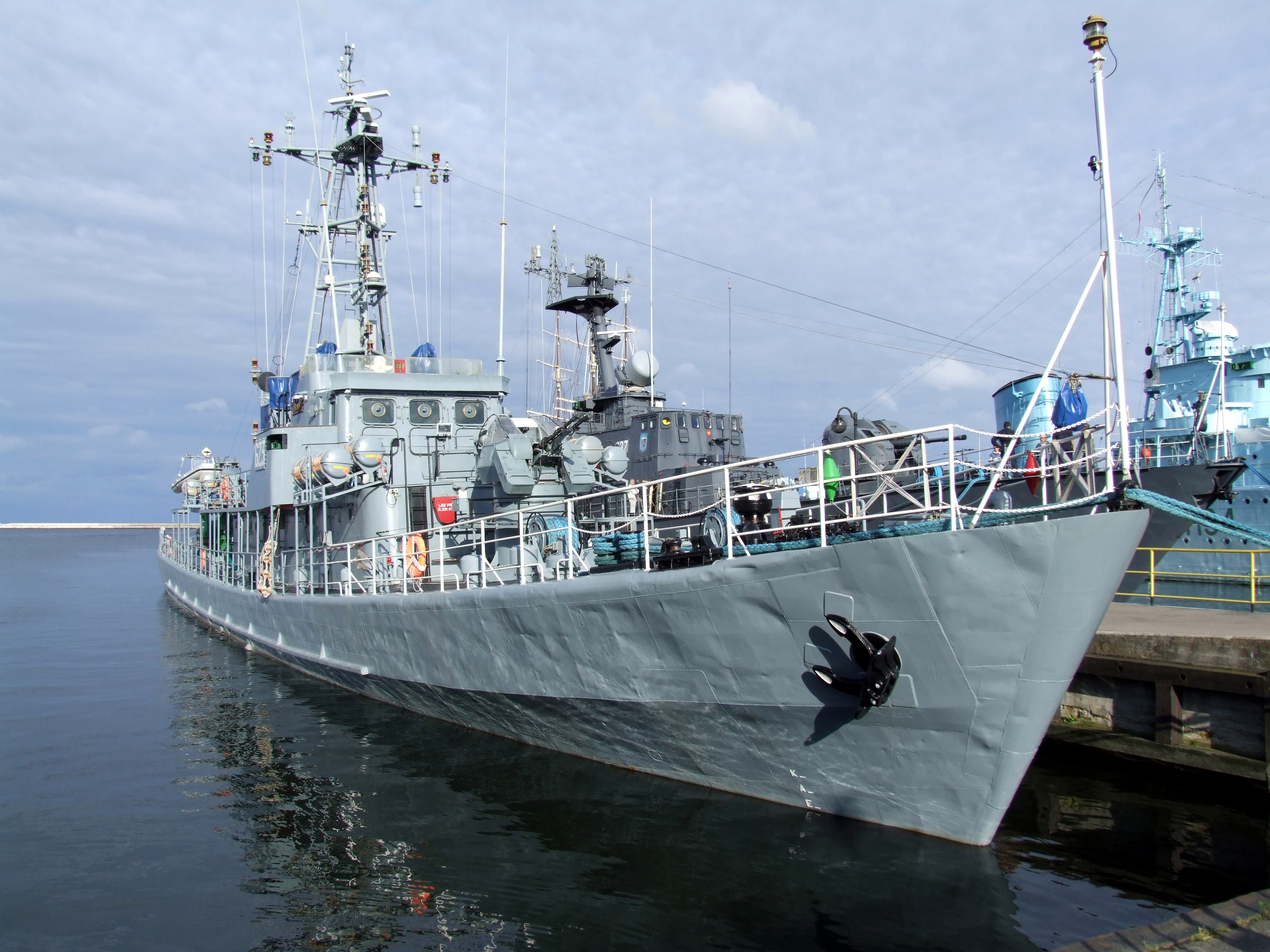
„Mewa” po przebudowie w 2007 roku

14 maja 1999 roku w obecności ministra obrony narodowej Janusza Onyszkiewicza nastąpiła uroczystość ponownego wcielenia okrętu do służby, pod dowództwem kmdra ppor. Wiesława Puchalskiego. 21 czerwca na pokładzie jednostki gościł premier Jerzy Buzek . W sierpniu okręt uczestniczył w Rydze w obchodach 80. rocznicy powstania łotewskiej marynarki wojennej. W październiku „Mewa” wzięła udział w przeprowadzonych na Morzu Północnym międzynarodowych ćwiczeniach sił obrony przeciwminowej Sandy Coast, wchodząc 25 października do holenderskiego portu Den Helder . W grudniu OORP „Mewa”, „Śniardwy” i „Gopło” uczestniczyły razem z okrętami Stałego Zespołu Obrony Przeciwminowej NATO MCMForNorth (Mine Counter Measure Forces North) w ćwiczeniach Passex .
16 lutego 2000 roku okręt uczestniczył w neutralizacji spoczywających na dnie w pobliżu Gdyni dwóch torped . Od 8 do 22 maja „Mewa” wraz z trałowcami „Śniardwy” i „Gopło” wzięły udział w międzynarodowych ćwiczeniach Blue Game 2000, przeprowadzonych na wodach Morza Norweskiego i Bałtyckiego . Od 3 do 16 czerwca okręt uczestniczył w przeprowadzonych na Morzu Bałtyckim międzynarodowych ćwiczeniach sił morskich NATO Baltops 2000 (prócz „Mewy” wzięły w nich udział OORP „Kaszub”, „Śniardwy”, „Wigry”, „Górnik”, „Rolnik”, „Orkan” i „Bałtyk”), a po ich zakończeniu zawinął do Kilonii, biorąc udział w święcie Kieler Woche 2000 . W drugiej połowie roku okręt trafił do Stoczni MW w Gdyni, gdzie przeszedł lekką modernizację: ulepszono kuchnię okrętową i system wentylacji oraz zamontowano mocniejsze siłowniki hydrauliczne do obsługi trałów. 19 września na pokładzie „Mewy” złożył wizytę Książę Yorku, Andrzej . Na początku listopada jednostka po raz pierwszy współdziałała z okrętami Stałego Zespołu Obrony Przeciwminowej NATO MCMForNorth, uczestnicząc w dwutygodniowych manewrach . 21 grudnia „Mewa” uzyskała miano najlepszego okrętu 9. FOW i najlepszego okrętu Marynarki Wojennej w grupie okrętów bojowych za rok 2000.
W dniach 12–14 lutego 2001 roku OORP „Mewa” i poławiacz torped K-8 wraz z nurkami-minerami uczestniczył w wydobyciu dwóch torped z okresu II wojny światowej, zdetonowanych następnie na morskim poligonie. Identyczną operację przeprowadził okręt od 26 lutego do 3 marca, neutralizując kolejne dwie torpedy nieopodal Skweru Kościuszki w Gdyni . Od 21 kwietnia do 12 maja „Mewa” i „Czajka” wraz z jednostkami wchodzącymi w skład Stałego Zespołu Obrony Przeciwminowej MCMForNorth, wzięły udział w zorganizowanych w Cieśninach Duńskich ćwiczeniach Blue Game 2001 . W dniach 21–25 maja 2001 roku jednostka wzięła udział w manewrach sił przeciwminowych Squadex, w których prócz okrętów polskich (OORP „Czajka”, „Gopło” i „Wdzydze”) uczestniczyły także: niemiecki trałowiec „Laboe”, estońskie „Wambola” i „Admiral Pitka” oraz łotewski „Viesturs” . Od 6 do 21 września „Mewa” przebywała w Ostendzie, przechodząc w tamtejszym ośrodku szkolenie dla załóg okrętów kandydujących do działania w stałych zespołach NATO; od 24 września do 5 października uczestniczyła na Morzu Północnym w ćwiczeniach Sandy Coast 2001, zaś w dniach 22–27 października 2001 roku wraz z „Czajką” i zespołem MCMForNorth wzięła udział w ćwiczeniach Passex (okręt powrócił do portu w Helu 8 października, spędzając w morzu 30 dni i pokonując dystans 1500 Mm) .
W dniach 1–15 marca 2002 roku w Polsce i Norwegii odbyły się manewry sił morskich NATO pod kryptonimem Strong Resolve 2002, w których wzięło udział ponad 100 okrętów. W ćwiczeniach przeprowadzonych na Morzu Norweskim, Północnym i Bałtyku uczestniczyło 14 polskich okrętów: OORP „Mewa”, „Orzeł”, „Lech”, „Gniezno”, „Poznań”, „Orkan”, „Metalowiec”, „Rolnik”, „Flaming”, „Czajka”, „Semko”, „Kaszub”, „Zawzięty” i „Zwinny” . 12 października „Mewa” została pierwszą polską jednostką w zespole okrętów NATO, wchodząc w skład Stałego Zespołu Obrony Przeciwminowej MCMForNorth. Okręt, dowodzony przez kpt. mar. Cezarego Gnozę, operował w zespole do 12 grudnia 2002 roku, odwiedzając takie porty jak Turku, Helsinki, Gdynia i Frederikshavn . Między 18 a 26 października 2002 roku OORP „Mewa” i „Czajka” wzięły udział w przeprowadzonych na wodach Zatoki Ryskiej międzynarodowych ćwiczeniach sił obrony przeciwminowej Open Spirit 2002, a w dniach 25–30 listopada okręty te wraz z bliźniaczym „Flamingiem” uczestniczyły na polskich wodach w międzynarodowych ćwiczeniach Passex .
27 lutego 2003 roku na pokładzie „Mewy” złożyła wizytę delegacja władz Łotwy, z prezydent Vairą Vīķe-Freiberga, ministrem obrony Ģirtsem Valdisem Kristovskisem i dowódcą marynarki wojennej Ilmārsem Lešinskisem. Od 28 kwietnia do 16 maja jednostka wraz z „Czajką” i okrętem transportowo-minowym „Poznań” uczestniczyła w zorganizowanych w Cieśninach Duńskich i południowym Bałtyku ćwiczeniach Blue Game 2003 . 20 lipca na pokładzie „Mewy” wizytę złożył Dowódca Marynarki Wojennej Indonezji .

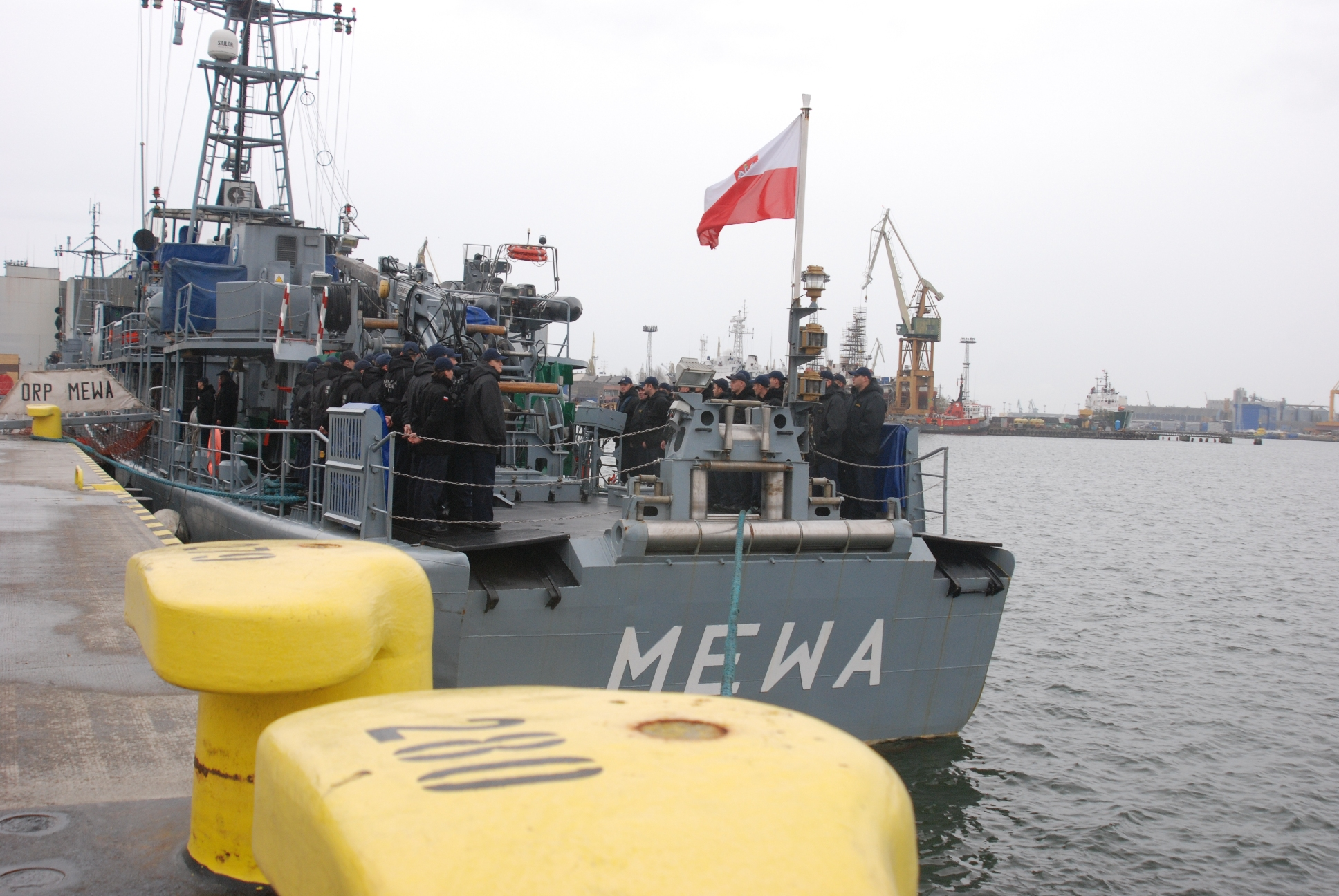
Okręt od rufy, 2010 rok

Od 4 do 19 czerwca 2004 roku jednostka uczestniczyła w przeprowadzonych na Bałtyku międzynarodowych ćwiczeniach sił morskich NATO Baltops 2004, w których wzięło udział 31 okrętów (Polskę prócz „Mewy” reprezentowały ponadto OORP „Sokół”, „Kaszub”, „Sarbsko”, „Bukowo” i „Poznań”) . W dniach 8–12 sierpnia okręt uczestniczył w Rydze w uroczystościach 85. rocznicy powstania łotewskiej marynarki wojennej, z udziałem dowódcy MW adm. floty Romana Krzyżelewskiego .
W dniach 8–29 kwietnia 2005 roku OORP „Mewa” i „Kondor” wzięły udział w ćwiczeniach NATO pod kryptonimem Loyal Mariner 05, przeprowadzonych na Morzu Północnym, Kattegacie i Skagerraku . W dniach 16 sierpnia – 24 października 2005 roku „Mewa” weszła w skład Stałego Zespołu Sił Obrony Przeciwminowej NATO (SNMCMG1), operując na Atlantyku, Morzu Północnym i Cieśninach Duńskich (okręt odwiedził m.in. Glasgow, Faslane, Kopenhaga, Sønderborg, Zeebrugge i Rønne) . We wrześniu 2005 roku okręt wziął udział w rozgrywanych na Bałtyku międzynarodowych ćwiczeniach Danex-05, w których uczestniczyły jednostki z 13 państw (Polskę reprezentowały ponadto OORP „Gen. K. Pułaski” i „Sokół” i dwa śmigłowce ZOP Mi-14PŁ) . W dniach 14–17 listopada OORP „Mewa”, „Flaming”, „Gopło” i „Wigry” wraz z goszczącym w Gdyni zespołem SNMCMG1 przeprowadziły ćwiczenia Passex .
Na przełomie 2005 i 2006 roku na jednostce zdemontowano wyrzutnie celów pozornych Jastrząb. W maju 2006 roku „Mewa” oraz 12 innych okrętów uczestniczyła w międzynarodowej operacji MCOPLAT ’06 – niszczeniu niewybuchów zalegających w Zatoce Ryskiej . W czerwcu 2006 roku w związku z likwidacją 9. Flotylli Obrony Wybrzeża „Mewa” wraz z całym 13. Dywizjonem Trałowców została przeniesiona do Gdyni, wchodząc od tej pory w skład 8. Flotylli Obrony Wybrzeża. ORP „Mewa” i 19 innych okrętów wzięło udział w przeprowadzonych w dniach 21–29 września największych corocznych ćwiczeniach Sił Zbrojnych RP pod kryptonimem Anakonda 2006 .

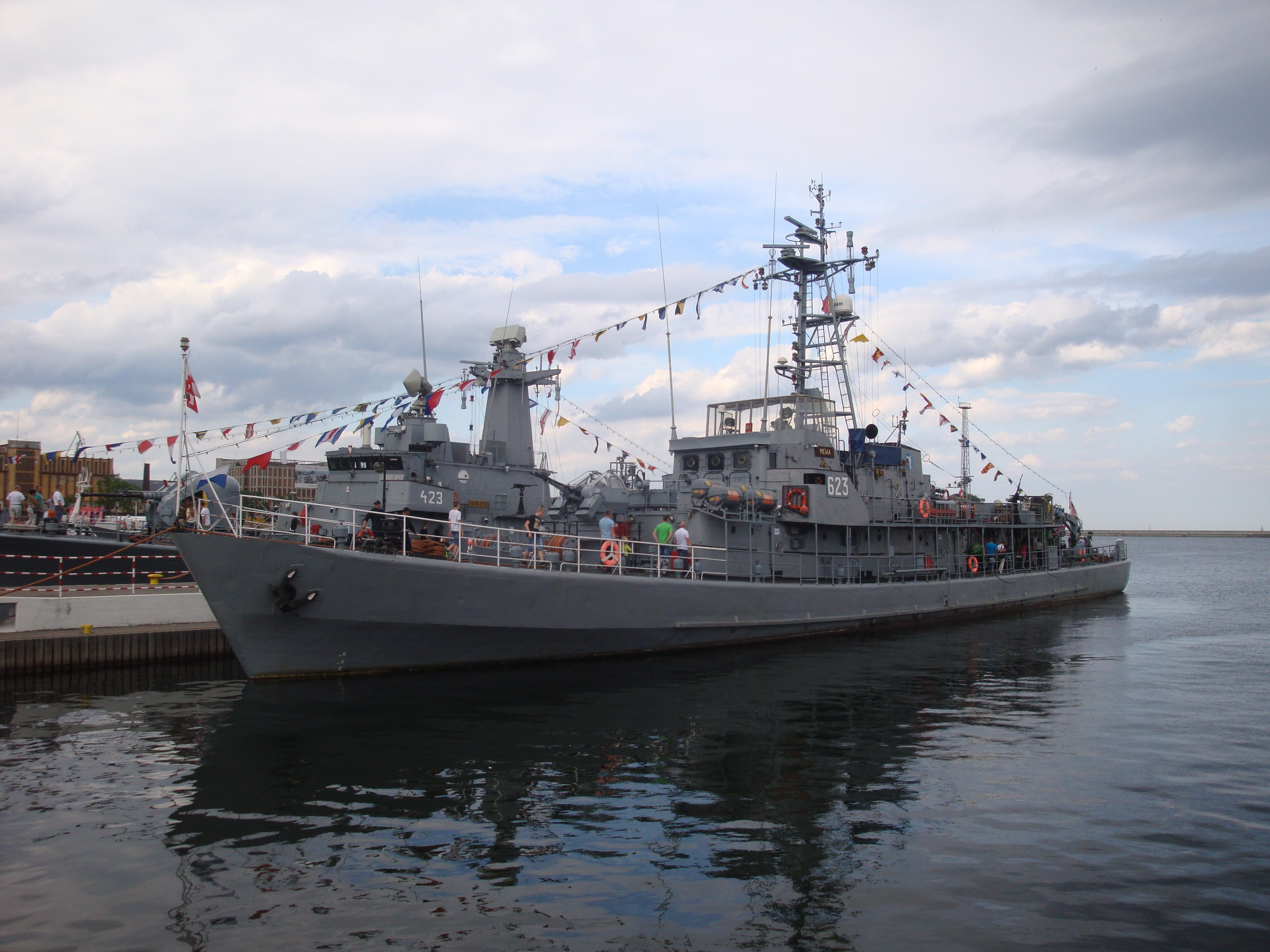
„Mewa” w gali banderowej, 2016 rok

W 2007 roku na okręcie zainstalowano system automatycznej identyfikacji statków AIS. W maju okręt obchodził jubileusz 40-lecia służby w Marynarce Wojennej . Między 31 sierpnia a 10 września OORP „Mewa” i „Czajka” wzięły udział w przeprowadzonych na wodach państw bałtyckich międzynarodowych ćwiczeniach sił obrony przeciwminowej Open Spirit 2007 . W dniach 17–19 października okręt uczestniczył w trudnej akcji neutralizacji siedmiu torped z czasów II wojny światowej zalegających na dnie Zatoki Puckiej, kierowanej przez dowódcę 13. Dywizjonu Trałowców kmdra ppor. Piotra Mieczkowskiego. Trzy podwodne pociski były uzbrojone, zostały więc zdetonowane na miejscu przy użyciu pojazdu Ukwiał, a pozostałe cztery wydobyto na powierzchnię . 6 listopada OORP „Mewa”, „Flaming”, „Gopło” i „Mamry” uczestniczyły w przeprowadzonych na Bałtyku międzynarodowych ćwiczeniach sił obrony przeciwminowej MCM SQNEX (wzięły w nich udział także okręty łotewskie „Virsaitis” i „Viesturs” oraz litewski „Kuršis”) . 10 grudnia 2007 roku Gdyński Terenowy Oddział Techniki Morskiej Departamentu Zaopatrywania Sił Zbrojnych zawarł ze Stocznią MW w Gdyni umowę o wartości 10,3 mln zł na remont eksploatacyjny okrętu.
W dniach 31 sierpnia – 11 września 2009 roku na wodach Zatoki Ryskiej OORP „Mewa” (dowodzona przez kpt. mar. Arkadiusza Kurdybelskiego) i „Flaming” wzięły udział w operacji przeciwminowej Open Spirit 2009. Obie jednostki zniszczyły 10 min o łącznej masie około 3 ton, a „Mewa” pełniła funkcję okrętu dowodzenia jednego z zespołów operacyjnych . Od 6 do 9 listopada OORP „Mewa”, „Flaming”, „Mamry” i „Gopło” uczestniczyły w przeprowadzonych na Morzu Bałtyckim międzynarodowych ćwiczeniach MCM SQNEX 09 .
19 stycznia 2010 roku nurkowie-minerzy z „Mewy” zneutralizowali niewybuch – pocisk artyleryjski kal. 152 mm, na który natrafiła pogłębiarka nieopodal portu w Gdańsku . W dniach 15–18 marca cztery jednostki z 13. Dywizjonu Trałowców (OORP „Mewa”, „Śniardwy”, „Gopło” i „Mamry”) na wodach Zatoki Gdańskiej uczestniczyły w ćwiczeniach z okrętami SNMCMG1 z Kontradmirałem Xawerym Czernickim na czele. 3 sierpnia okręt po raz trzeci wszedł w skład Stałego Zespołu Sił Obrony Przeciwminowej NATO (SNMCMG1), po raz pierwszy znajdując się pod polskim dowództwem (sprawował je kmdr por. Krzysztof Rybak). Okręt podczas misji przepłynął 6700 mil morskich, biorąc udział w ćwiczeniach Danex-10, Northern Coast, Joint Warrior i Passex oraz odwiedzając porty w Finlandii, Danii, Szkocji, Niemczech, Norwegii i Irlandii . We wrześniu jednostka przeszła remont w gdańskiej stoczni Crist. 27 września 13. Dywizjon Trałowców wraz z „Mewą” został podporządkowany dowódcy 3. Flotylli Okrętów.

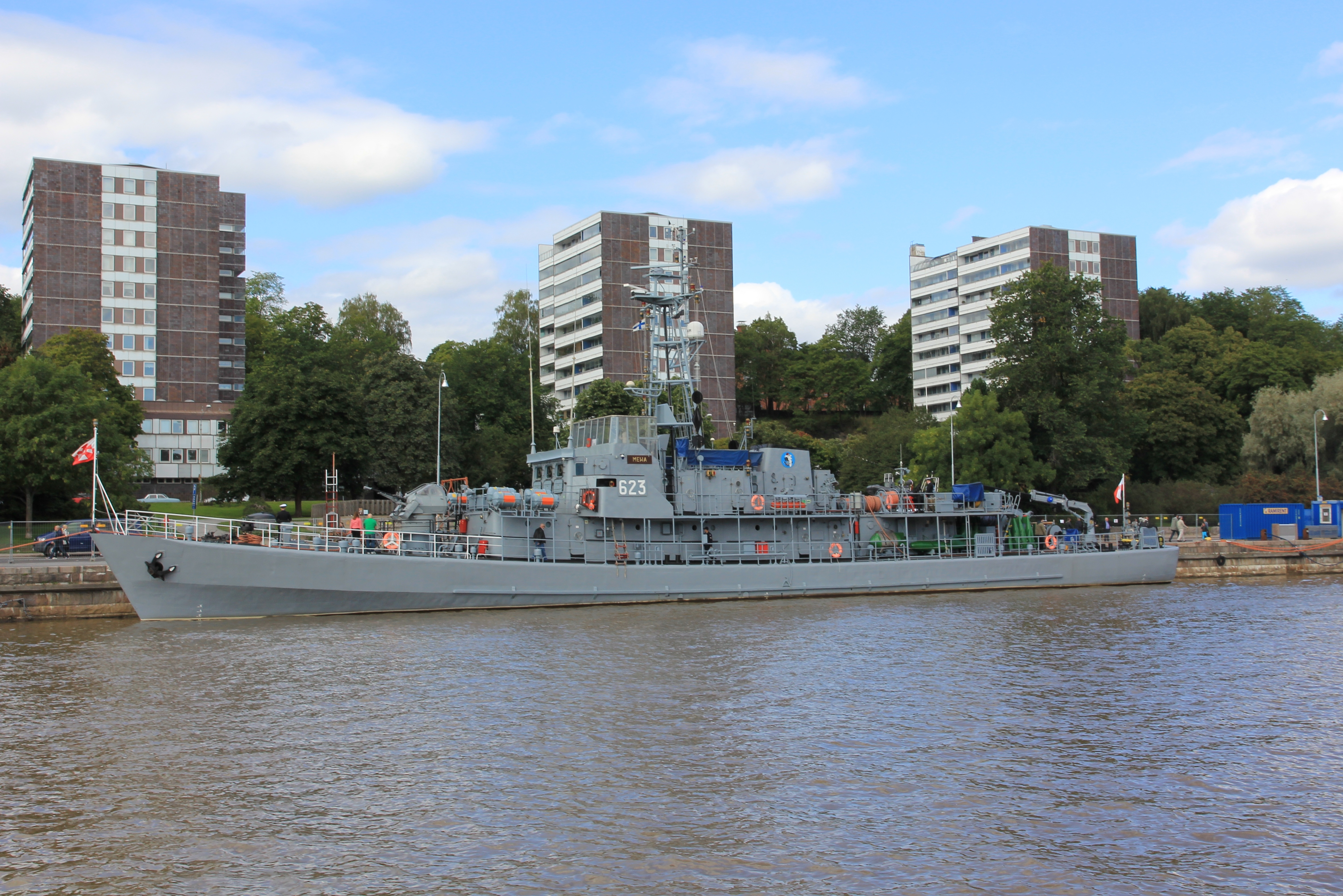
Okręt podczas wizyty w Turku, 2014 rok

Od 23 do 27 maja 2011 roku „Mewa” uczestniczyła w morskiej części ćwiczeń Sił Zbrojnych RP Rekin 2011 (wraz z OORP „Kondor”, „Gen. T. Kościuszko”, „Orkan”, „Piorun”, „Sarbsko”, „Nakło”, „Drużno”, „Śniardwy”, „Czajka”, „Lublin”, „Poznań”, „Toruń”, „Piast”, „Zbyszko”, „Bałtyk”, „Hydrograf” i „Arctowski”) . W czerwcu, z okazji Święta Marynarki Wojennej, okręt w Gdyni został udostępniony do zwiedzania. W dniach 22 sierpnia – 5 września „Mewa” uczestniczyła w odbywającej się na wodach Zatoki Ryskiej operacji Open Spirit 2011, niszcząc niemiecką niekontaktową minę denną o masie 300 kg .
12 czerwca 2012 roku, w 25. rocznicę III pielgrzymki Jana Pawła II do Polski, rejs „Mewą” odbył sekretarz stanu Stolicy Apostolskiej, kardynał Tarcisio Bertone. We wrześniu OORP „Mewa”, „Sokół”, „Czajka”, „Gopło”, „Śniardwy”, „Lech”, „Maćko”, „Hydrograf”, „Arctowski”, H-7, H-8, „Poznań”, „Toruń”, „Gardno”, „Bukowo”, „Jamno”, „Mielno” i „Nakło” wzięły udział w największych corocznych ćwiczeniach Sił Zbrojnych RP pod kryptonimem Anakonda 12 .
1 listopada 2013 roku okręt został ponownie podporządkowany 8. Flotylli Obrony Wybrzeża. W dniach 9–12 kwietnia załoga „Mewy” wraz z grupą nurków-minerów uczestniczyła w wydobyciu spoczywających na dnie nieopodal wejścia do portu w Gdyni pochodzących z okresu II wojny światowej niemieckich parogazowych torped ćwiczebnych typu G7a .
Od 1 do 12 września 2014 roku OORP „Mewa”, „Flaming” „Hańcza”, „Nakło” i „Drużno” brały udział w odbywających się w Zatoce Botnickiej ćwiczeniach Northern Coast 2014 . W ostatnim tygodniu października załoga ORP „Mewa” przeszła pomyślnie certyfikację przed planowaną w 2015 roku służbą w zespole przeciwminowym Sił Odpowiedzi NATO. 
Od 23 lutego do 23 czerwca 2015 roku ORP „Mewa” czwarty raz weszła w skład Stałego Zespołu Sił Obrony Przeciwminowej NATO (SNMCMG1), w ramach którego wzięła udział w ćwiczeniach i manewrach: Route Survey Kiel, Beneficial Cooperation, Joint Warrior 2015, Baltic Fortress, Open Spirit 2015 oraz Baltops 2015 .

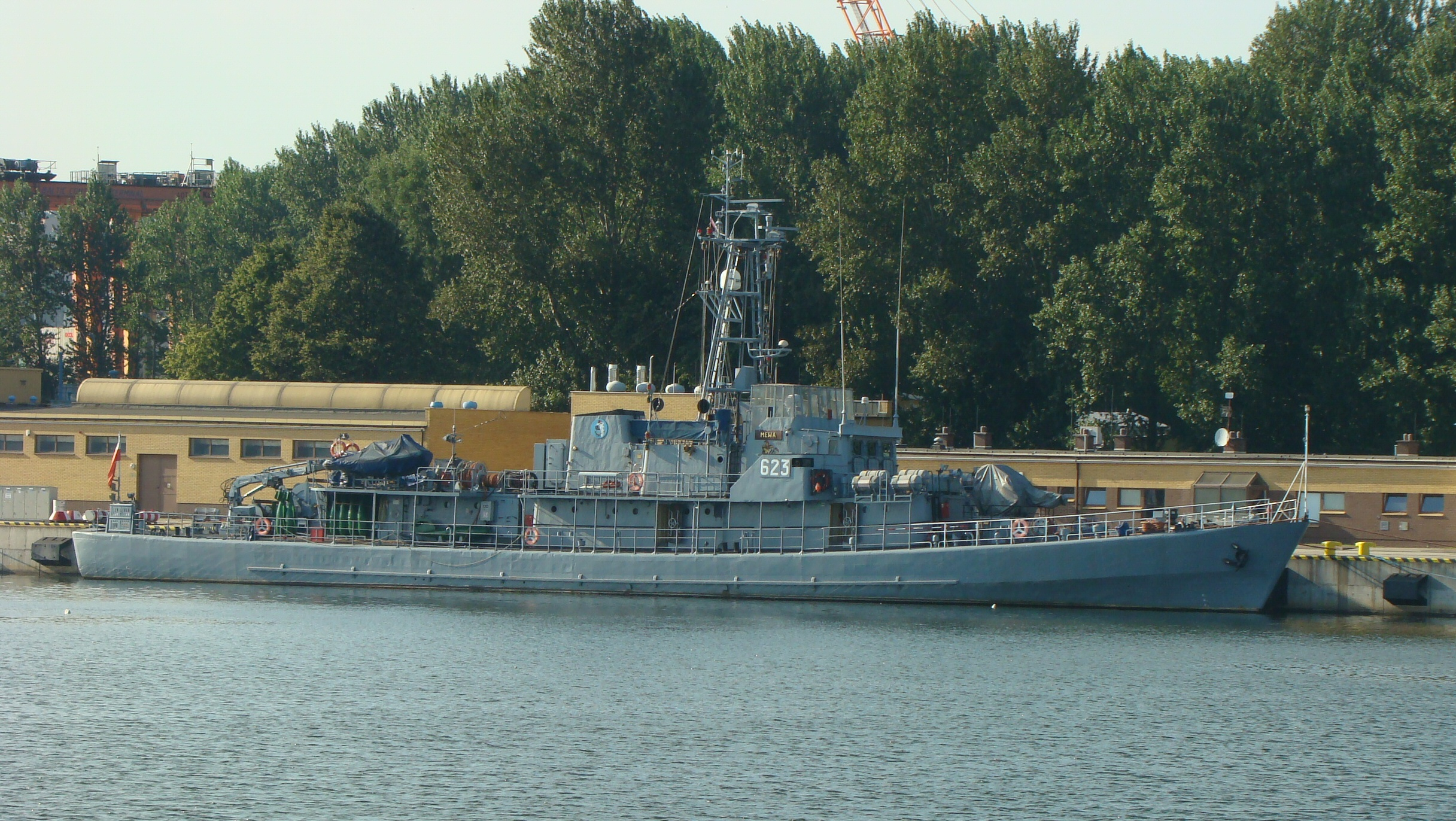
„Mewa” w Gdyni, 2017 rok

W maju 2017 roku okręt obchodził jubileusz 50-lecia służby w Marynarce Wojennej . W dniach 10–11 czerwca, w ramach obchodów 30. rocznicy III Pielgrzymki Jana Pawła II do Polski, okręt został udostępniony do zwiedzania . 
8 lipca 2019 roku odbył się pożegnalny rejs „Mewy” po Zatoce Gdańskiej z byłymi dowódcami i członkami załogi okrętu . Ostatnie opuszczenie bandery nastąpiło 30 grudnia 2019 roku w basenie VIII Portu Wojennego w Gdyni, w obecności m.in. Inspektora MW wadm. Jarosława Ziemiańskiego i Dowódcy 8. Flotylli Obrony Wybrzeża kadm. Piotra Necia . W ciągu trwającej 52 lata i 236 dni służby komendę nad okrętem sprawowało 20 dowódców; przebył w tym czasie ponad 800 tys. mil morskich i zneutralizował 131 niebezpiecznych obiektów podwodnych .

### Dowódcy okrętu
Zestawienie zostało opracowane na podstawie Błaszczak 2019 ↓  i 13 dywizjon 2020 ↓, s. 45:
- kpt. mar. Marian Brzeziński (21.05.1967 r. – 31.11.1967 r.)
- kpt. mar. Tadeusz Krawczyk (01.12.1967 r. – 11.12.1968 r.)
- kpt. mar. Leopold Balas (12.12.1968 r. – 06.04.1971 r.)
- por. mar. Roman Mańko (07.04.1971 r. – 05.04.1973 r.)
- por. mar. Kazimierz Mielczarczyk (05.04.1973 r. – 05.10.1978 r.)
- por. mar. Zygmunt Babiński (06.10.1978 r. – 27.08.1980 r.)
- kpt. mar. Tadeusz Klajnert (01.06.1981 r. – 26.01.1984 r.)
- kpt. mar. Dariusz Przedpełski (26.01.1984 r. – 09.01.1989 r.)
- kpt. mar. Andrzej Karweta (09.01.1989 r. – 16.09.1991 r.)
- kpt. mar. Bogdan Kasprowicz (16.09.1991 r. – 27.05.1992 r.)
- por. mar. Tomasz Chęciński (27.05.1992 r. – 14.11.1998 r.)
- kpt. mar./kmdr ppor. Wiesław Puchalski (14.11.1998 r. – 02.01.2002 r.)
- kpt. mar. Andrzej Danilewicz (02.01.2002 r. – 26.08.2002 r.)
- kpt. mar. Cezary Gnoza (26.08.2002 r. – 26.10.2005 r.)
- kpt. mar. Jarosław Iwańczuk (26.10.2005 r. – 22.08.2008 r.)
- kpt. mar. Arkadiusz Kurdybelski (22.08.2008 r. – 14.03.2013 r.)
- kmdr ppor. Michał Dziugan (08.07.2013 r. – 23.02.2015 r.)
- kpt. mar. Bartosz Tkaczyk (23.02.2015 r. – 22.06.2017 r.)
- kpt. mar. Michał Wicka (22.06.2017 r. – 30.09.2018 r.)
- kpt. mar. Bartosz Fijałkowski (20.02.2019 r. – 30.12.2019 r.)